# Heart of Steel
A Heart of Steel az At Vance második nagylemeze. A No Escape-hez hasonlóan ezen az albumon is találhatók saját szerzemények, feldolgozások és klasszikus darabok áthangszerelése egyaránt. A lemez nem várt sikert hozott Japánban.

## Dalok
1. Prelude 0:56
2. Soldiers Of Time 5:04
3. The Brave And The Strong 4:51
4. Heart Of Steel 3:21
5. S.O.S. (ABBA feldolgozás) 3:28
6. King Of Your Dreams 4:55
7. Princess Of The Night 6:23
8. Goodbye 5:07
9. Why Do You Cry 5:24
10. Don't You Believe A Stranger 3:32
11. Etude no. 4 (Chopin feldolgozás) 2:16

Bónusz szám
1. The Logical Song (Supertramp feldolgozás) 3:46

## Az együttes tagjai
- Oliver Hartmann - ének
- Olaf Lenk - szólógitár
- Rainald König - ritmusgitár
- Jochen Schnur - basszusgitár
- Uli Müller - billentyűs hangszerek
- Jürgen "Sledgehammer" Lucas - dob